# Gerry & The Pacemakers
«Gerry & The Pacemakers» (Джерри и Лидеры/Задающие темп) — британская рок-н-ролл-группа 1960-х годов. Как и у другой ливерпульской группы «The Beatles» её менеджером был Брайан Эпстайн. Группа стала первой, чьи три дебютных сингла добрались до первого места UK Singles Chart. Через 20 лет этот успех повторила ещё одна мерсисайдская группа «Frankie Goes to Hollywood». Записанная «Gerry & The Pacemakers» версия песни You’ll Never Walk Alone, ещё в 1945 году прозвучавшей в мюзикле «Карусель», стала гимном любимого футбольного клуба группы «Ливерпуля» и некоторых других команд.

## Дискография

### Альбомы в Великобритании
| Дата выхода  | Название               | UK Albums Chart |
| ------------ | ---------------------- | --------------- |
| Октябрь 1963 | How Do You Like It?    | #2              |
| Март 1965    | Ferry Cross the Mersey | #19             |

### Альбомы в США
Пиковые позиции в Billboard 200.
- Don’t Let the Sun Catch You Crying (июль 1964) #29
- Gerry & The Pacemakers' Second Album (ноябрь 1964) #129
- I’ll Be There! (февраль 1965) #120
- Gerry & The Pacemakers' Greatest Hits (май 1965) #44
- Girl on a Swing (декабрь 1966)
- The Best of Gerry & The Pacemakers (июль 1979)

### Синглы в Великобритании
| Дата выхода   | Сторона «А»                            | Сторона «Б»                 | UK Singles Chart |
| ------------- | -------------------------------------- | --------------------------- | ---------------- |
| Март 1963     | «How Do You Do It?»                    | «Away From You»             | #1               |
| Май 1963      | «I Like It»                            | «It’s Happened To Me»       | #1               |
| Октябрь 1963  | «You’ll Never Walk Alone»              | «It’s Alright»              | #1               |
| Январь 1964   | «I’m The One»                          | «You’ve Got What I Like»    | #2               |
| Апрель 1964   | «Don’t Let the Sun Catch You Crying»   | «Show Me that You Care»     | #6               |
| Сентябрь 1964 | «It’s Gonna Be Alright»                | «It’s Just Because»         | #24              |
| Декабрь 1964  | «Ferry Cross the Mersey»               | «You, You, You»             | #8               |
| Март 1965     | «I’ll Be There»                        | «Baby You’re So Good To Me» | #15              |
| Ноябрь 1965   | «Walk Hand in Hand»                    | «Dreams»                    | #29              |
| Февраль 1966  | «La La La»                             | «Without You»               | -                |
| Сентябрь 1966 | «Girl on a Swing»                      | «A Fool to Myself»          | -                |
| Апрель 1974   | «Remember (The Days of Rock and Roll)» | «There’s Still Time»        | -                |

### Синглы в США
| Дата выхода   | Сторона «А»                                        | Сторона «Б»                | Billboard Hot 100 |
| ------------- | -------------------------------------------------- | -------------------------- | ----------------- |
| Апрель 1963   | «How Do You Do It?»                                | «Away From You»            | -                 |
| Июнь 1963     | «I Like It»                                        | «It’s Happened To Me»      | -                 |
| Декабрь 1963  | «You’ll Never Walk Alone»                          | «It’s Alright»             | -                 |
| Январь 1964   | «I’m the One»                                      | «You’ve Got What I Like»   | #82               |
| Май 1964      | «Don’t Let the Sun Catch You Crying»               | «Away From You»            | #4                |
| Июль 1964     | «How Do You Do It?» (переиздание)                  | «You’ll Never Walk Alone»  | #9                |
| Январь 1965   | «I Like It» (переиздание)                          | «Jambalaya»                | #17               |
| Март 1965     | «I’ll Be There»                                    | «You, You, You»            | #14               |
| Май 1965      | «Ferry Cross the Mersey»                           | «Pretend»                  | #6                |
| Июнь 1965     | «It’s Gonna Be Alright»                            | «Skinny Minnie»            | #23               |
| Сентябрь 1965 | «You’ll Never Walk Alone» (R\переиздание)          | «Away From You»            | #48               |
| Октябрь 1965  | «Give All Your Love to Me»                         | «You’re the Reason»        | #68               |
| Декабрь 1965  | «Walk Hand in Hand»                                | «Dreams»                   | -                 |
| Март 1966     | «La La La»                                         | «Without You»              | #90               |
| Июнь 1966     | «Girl on a Swing»                                  | «The Way You Look Tonight» | #28               |
| Октябрь 1966  | «The Big Bright Green Pleasure Machine»            | «Looking for My Life»      | -                 |
| Апрель 1970   | «Don’t Let the Sun Catch You Crying» (переиздание) | «Away From You»            | -                 |